# Antiblemma discomaculata
Antiblemma discomaculata är en fjärilsart som beskrevs av Ronald Brabant 1911. Antiblemma discomaculata ingår i släktet Antiblemma och familjen nattflyn. Inga underarter finns listade i Catalogue of Life.